# Bistum Palmas-Francisco Beltrão
Das Bistum Palmas-Francisco Beltrão (lat.: Dioecesis Palmensis-Beltranensis) ist eine in Brasilien gelegene römisch-katholische Diözese mit Sitz in Palmas. Es umfasst einen Teil des Bundesstaates Paraná.

## Geschichte
Papst Pius XI. gründete die Territorialprälatur Palmas am 9. Dezember 1933 mit der Apostolischen Konstitution Ad maius christifidelium aus Gebietsabtretungen der Bistümer Lages und Ponta Grossa und unterstellte sie dem Erzbistum Curitiba als Suffragandiözese. 
Am 14. Januar 1958 gab die Prälatur Palmas einen Teil ihres Territoriums zur Errichtung des Bistums Chapecó ab und wurde gleichzeitig in den Rang eines Bistums erhoben. Am 16. Oktober 1979 wurde es Teil der Kirchenprovinz des Erzbistums Cascavel. Am 7. Januar 1987 wurde es in Bistum Palmas-Francisco Beltrão umbenannt.

## Ordinarien

### Prälat von Palmas
- Carlos Eduardo de Sabóia Bandeira Melo OFM (13. Dezember 1947–14. Januar 1958)

### Bischöfe von Palmas
- Carlos Eduardo de Sabóia Bandeira Melo OFM (14. Januar 1958–7. Februar 1969)
- Agostinho José Sartori OFMCap (16. Februar 1970–7. Januar 1987)

### Bischöfe von Palmas-Francisco Beltrão
- Agostinho José Sartori OFMCap (7. Januar 1987–24. August 2005)
- José Antônio Peruzzo (24. August 2005–7. Januar 2015, Erzbischof von Curitiba)
- Edgar Xavier Ertl SAC (seit 27. April 2016)

## Statistik
| Jahr | Bevölkerung | Bevölkerung | Bevölkerung | Priester     | Priester         | Priester       | Priester               | Ständige Diakone | Ordensleute  | Ordensleute      | Pfarreien |
| Jahr | Katholiken  | Einwohner   | %           | Gesamtanzahl | Diözesanpriester | Ordenspriester | Katholiken je Priester | Ständige Diakone | Ordensbrüder | Ordensschwestern | Pfarreien |
| ---- | ----------- | ----------- | ----------- | ------------ | ---------------- | -------------- | ---------------------- | ---------------- | ------------ | ---------------- | --------- |
| 1950 | 126.900     | 137.630     | 92,2        | 23           | 3                | 20             | 5.517                  |                  | 22           | 36               | 11        |
| 1966 | 339.340     | 379.694     | 89,4        | 49           | 14               | 35             | 6.925                  |                  | 36           | 125              | 27        |
| 1968 | 470.000     | 520.000     | 90,4        | 45           | 7                | 38             | 10.444                 |                  | 38           | 50               | 29        |
| 1976 | 553.500     | 635.500     | 87,1        | 74           | 16               | 58             | 7.479                  |                  | 80           | 140              | 34        |
| 1980 | 596.000     | 709.000     | 84,1        | 73           | 12               | 61             | 8.164                  |                  | 94           | 156              | 38        |
| 1990 | 557.000     | 632.000     | 88,1        | 73           | 23               | 50             | 7.630                  |                  | 100          | 158              | 39        |
| 2000 | 513.000     | 569.000     | 90,2        | 78           | 25               | 53             | 6.576                  | 3                | 144          | 134              | 41        |
| 2004 | 490.787     | 557.707     | 88,0        | 78           | 30               | 48             | 6.292                  | 6                | 110          | 115              | 43        |
| 2013 | 549.000     | 626.000     | 87,7        | 83           | 40               | 43             | 6.614                  | 6                | 68           | 102              | 44        |